# Csobád
Csobád ist eine ungarische Gemeinde im Kreis Encs im Komitat Borsod-Abaúj-Zemplén.

## Geografische Lage
Csobád liegt in Nordungarn, 26,5 Kilometer nordöstlich des Komitatssitzes Miskolc und 9 Kilometer südwestlich der Kreisstadt Encs. Nachbargemeinden sind Léh, Ináncs, Felsődobsza und Kiskinizs.

## Sehenswürdigkeiten
- Griechisch-katholische Kirche Szentháromság, erbaut 1892–1896 im spätbarocken Stil
- Landhaus Kovács, erbaut Anfang des 19. Jahrhunderts, heute als Heimatmuseum genutzt
- Reformierte Kirche, erbaut 1814–1815 im spätbarocken Stil
- Römisch-katholische Kirche Szent Mihály főangyal

|  |  |

## Verkehr
Durch Csobád verläuft die Hauptstraße Nr. 3, westlich des Ortes die Autobahn M30.  Es bestehen Busverbindungen nach Ináncs, nach Encs sowie über Szikszó nach Miskolc. Weiterhin gibt es Zugverbindungen nach Hidasnémeti und Miskolc.